# Dohrniphora sinufemorea
Dohrniphora sinufemorea är en tvåvingeart som beskrevs av Schmitz 1942. Dohrniphora sinufemorea ingår i släktet Dohrniphora och familjen puckelflugor. Inga underarter finns listade i Catalogue of Life.